# Пам'ятний трофей Джеймса Норріса
Пам'ятний трофей Джеймса Норріса (англ. James Norris Memorial Trophy) — нагорода Національної Хокейної Ліги, що вручається «захиснику, котрий продемонстрував в поточному регулярному сезоні найкращу майстерність у виконанні своєї ролі.» Володаря нагороди наприкінці кожного сезону обирають члени Хокейної журналістської асоціації (Professional Hockey Writers Association).

## Історія
Приз названо на честь Джеймса Е. Норріса, власника команди НХЛ «Детройт Ред-Вінгс» між роками 1932 по 1952. Уперше нагороду присуджено за сезон 1953-1954 років.
Найчастіш Приз Джеймса Норріса отримував Боббі Орр, гравець команди Бостон Брюїнс нагороджений нею вісім раз — послідовно з 1968 по 1975. Сім разів Призом Джеймса Норріса нагороджено Даг Харві, по п'ять разів — Рей Бурк та Ніклас Лідстром. Найбільш нагород припадає одній команді — Бостон Брюїнс: 13 завдяки нагородам Орра та Бурка. На другому місці — команда Монреаль Канадієнс: 11.
В історії НХЛ є двоє гравців, що вигравали Приз Джеймса Норріса та Приз Харта в одному і тому ж сезоні: це Боббі Орр (сезони 1969-70, 1970-71, та 1971-72), та Кріс Пронгер (сезон 1999-2000). До впровадження Призу Джеймса Норріса, Приз Харта вигравало шість захисників: Біллі Барч, Едді Шор (чотири рази), Герб Гардінер, Еббі Гудфеллоу, Томмі Андерсон та Бейб Пратт.
Номінування проводиться наприкінці регулярного сезону НХЛ членами Хокейної Журналістської Асоціації: у ході голосування кожний з учасників вказує п'ять найкращих кандидатів, з присвоєнням їм балів 10-7-5-3-1 відповідно власному рейтингу голосуючого. Імена трьох фіналістів оголошують на щорічній церемонії нагородження НХЛ, тоді ж вручаючи нагороду найкращому з них. Переможець голосування вдодатку отримує 10 тисяч доларів, а обіймачі другого та третього місць — 6 та 4 тисячі доларів відповідно.

## Нагороджені

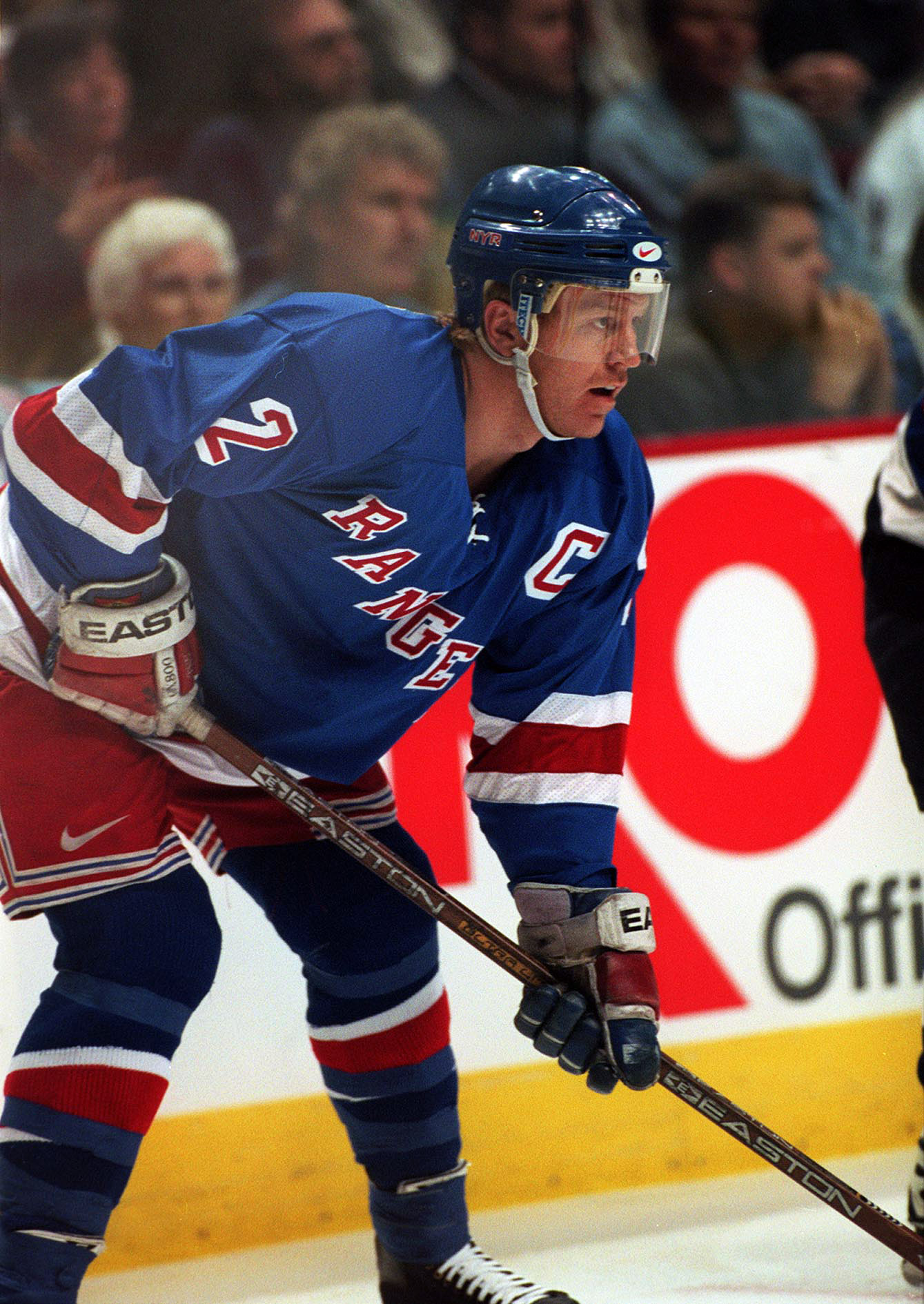
Браєн Літч, дворазовий володар нагороди

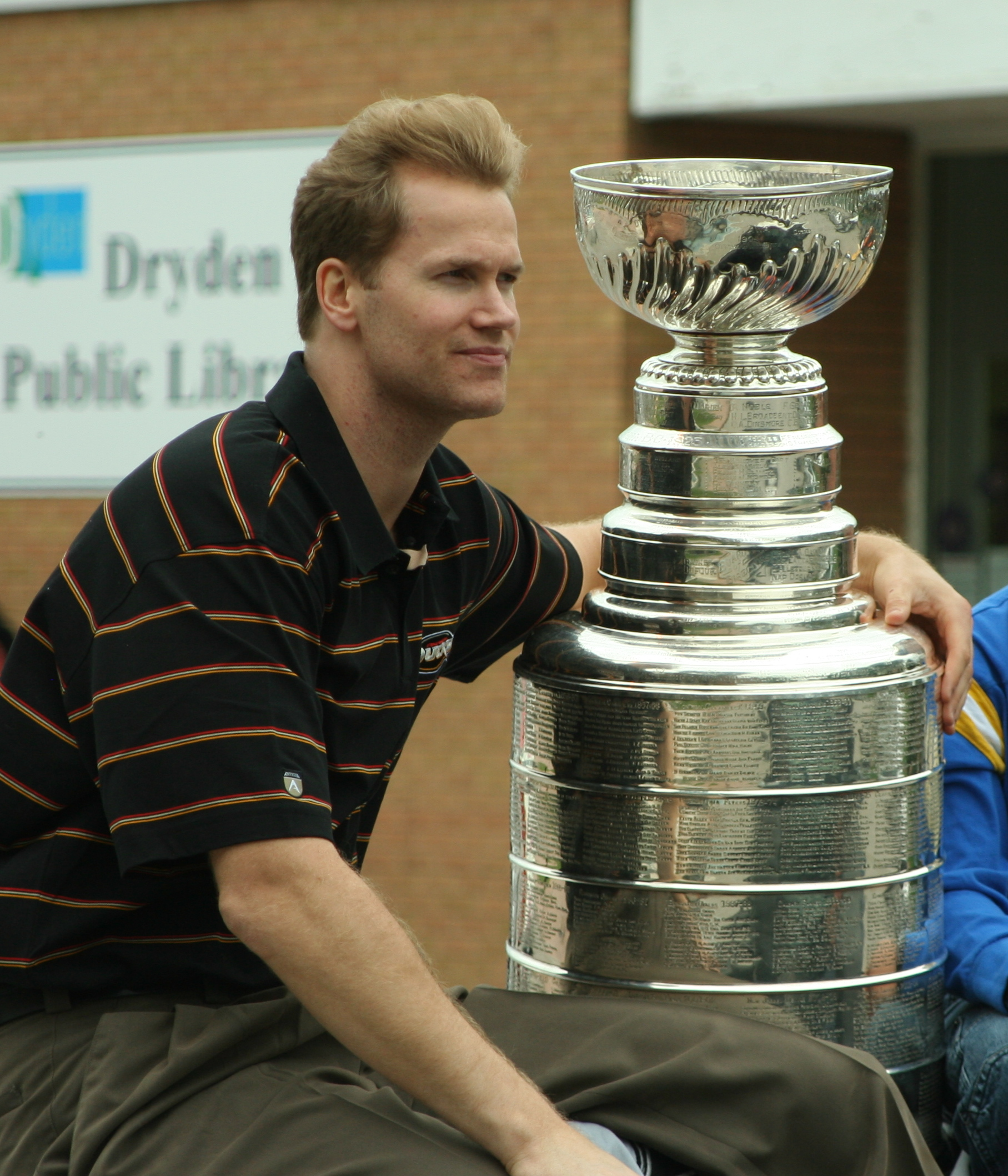
Кріс Понгер, одноразовий володар нагороди

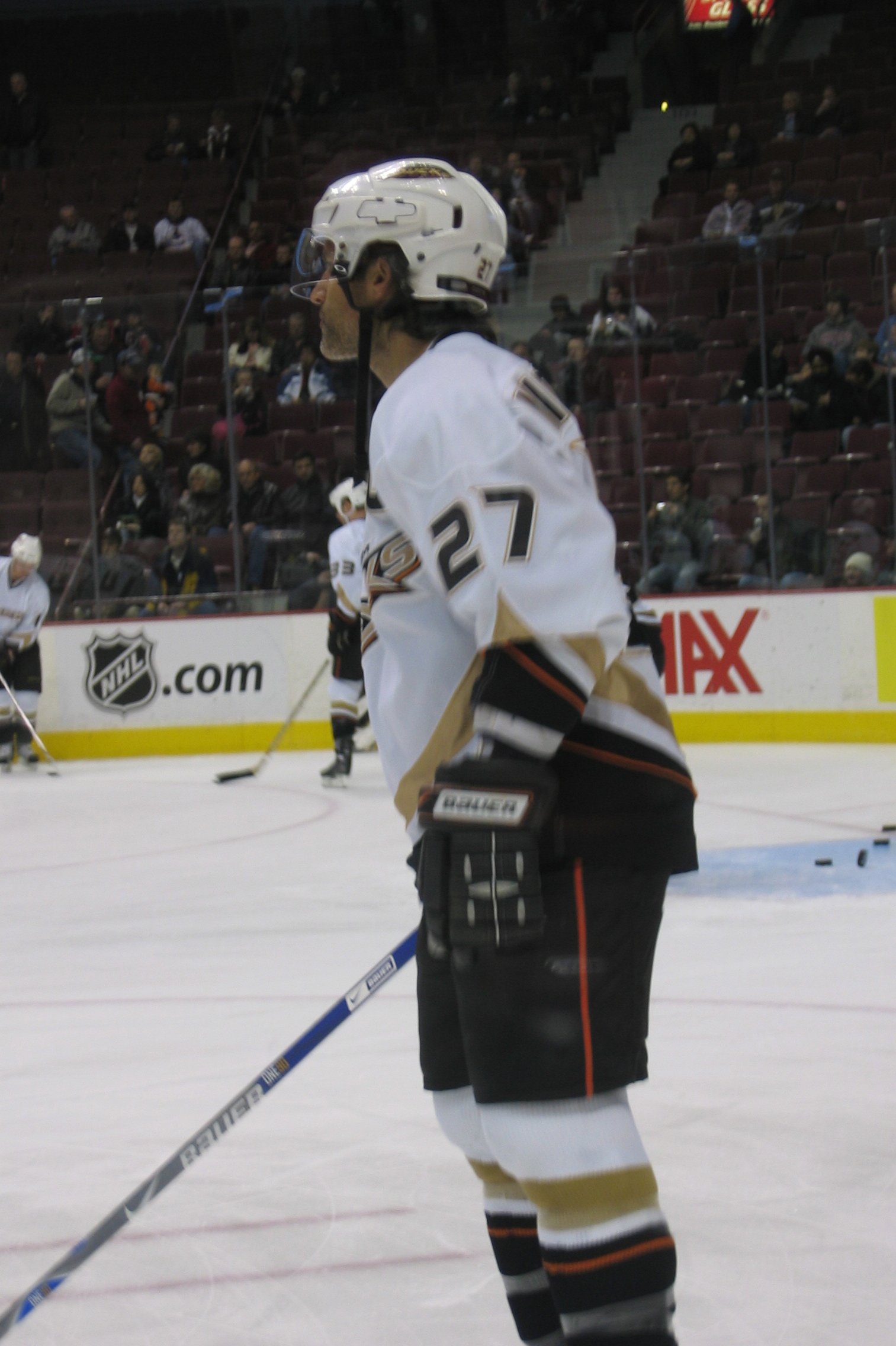
Скотт Нідермаєр, одноразовий володар нагороди

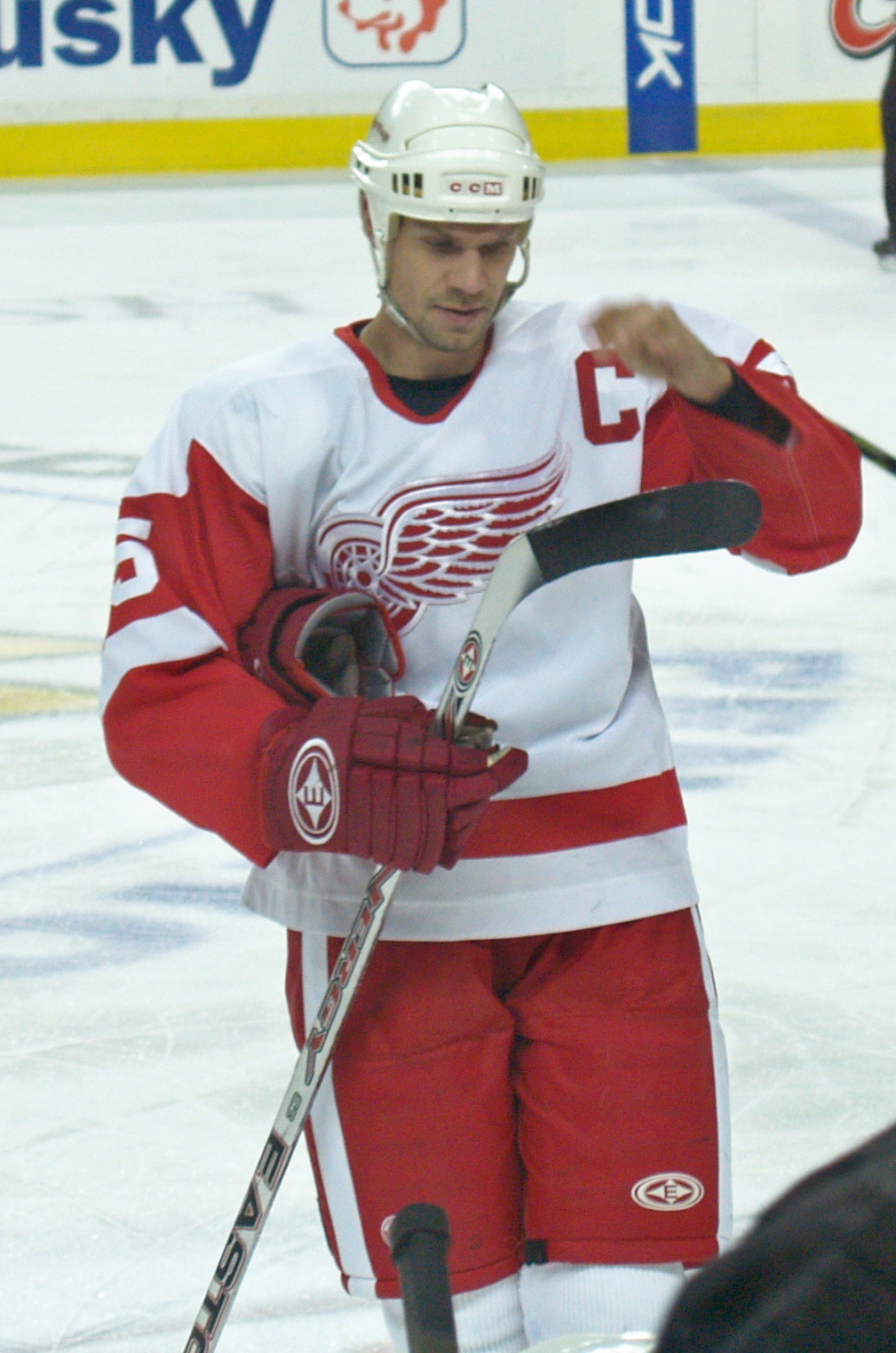
Ніклас Лідстрем, 7-разовий володар нагороди

| Сезон     | Нагороджений                              | Команда                                   | Номер нагороди                            |
| --------- | ----------------------------------------- | ----------------------------------------- | ----------------------------------------- |
| 1953-54   | Ред Келлі                                 | Детройт Ред-Вінгс                         | 1                                         |
| 1954-55   | Дуг Гарві                                 | Монреаль Канадієнс                        | 1                                         |
| 1955-56   | Дуг Гарві                                 | Монреаль Канадієнс                        | 2                                         |
| 1956-57   | Дуг Гарві                                 | Монреаль Канадієнс                        | 3                                         |
| 1957-58   | Дуг Гарві                                 | Монреаль Канадієнс                        | 4                                         |
| 1958-59   | Том Джонсон                               | Монреаль Канадієнс                        | 1                                         |
| 1959-60   | Дуг Гарві                                 | Монреаль Канадієнс                        | 5                                         |
| 1960-61   | Дуг Гарві                                 | Монреаль Канадієнс                        | 6                                         |
| 1961-62   | Дуг Гарві                                 | Нью-Йорк Рейнджерс                        | 1                                         |
| 1962-63   | П'єр Пільот                               | Чикаго Блекгокс                           | 1                                         |
| 1963-64   | П'єр Пільот                               | Чикаго Блекгокс                           | 2                                         |
| 1964-65   | П'єр Пільот                               | Чикаго Блекгокс                           | 3                                         |
| 1965-66   | Жак Лапер'єр                              | Монреаль Канадієнс                        | 1                                         |
| 1966-67   | Гаррі Говелл                              | Нью-Йорк Рейнджерс                        | 2                                         |
| 1967–68   | Боббі Орр                                 | Бостон Брюїнс                             | 1                                         |
| 1968-69   | Боббі Орр                                 | Бостон Брюїнс                             | 2                                         |
| 1969-70   | Боббі Орр                                 | Бостон Брюїнс                             | 3                                         |
| 1970-71   | Боббі Орр                                 | Бостон Брюїнс                             | 4                                         |
| 1971-72   | Боббі Орр                                 | Бостон Брюїнс                             | 5                                         |
| 1972-73   | Боббі Орр                                 | Бостон Брюїнс                             | 6                                         |
| 1973-74   | Боббі Орр                                 | Бостон Брюїнс                             | 7                                         |
| 1974-75   | Боббі Орр                                 | Бостон Брюїнс                             | 8                                         |
| 1975-76   | Денніс Потвін                             | Нью-Йорк Айлендерс                        | 1                                         |
| 1976-77   | Ларрі Робінсон                            | Монреаль Канадієнс                        | 1                                         |
| 1977-78   | Денніс Потвін                             | Нью-Йорк Айлендерс                        | 2                                         |
| 1978-79   | Денніс Потвін                             | Нью-Йорк Айлендерс                        | 3                                         |
| 1979-80   | Ларрі Робінсон                            | Монреаль Канадієнс                        | 2                                         |
| 1980-81   | Ренді Карлайл                             | Піттсбург Пінгвінс                        | 1                                         |
| 1981-82   | Дуг Вілсон                                | Чикаго Блекгокс                           | 1                                         |
| 1982-83   | Род Ленгвей                               | Вашингтон Кепіталс                        | 1                                         |
| 1983-84   | Род Ленгвей                               | Вашингтон Кепіталс                        | 2                                         |
| 1984-85   | Пол Коффі                                 | Едмонтон Ойлерс                           | 1                                         |
| 1985-86   | Пол Коффі                                 | Едмонтон Ойлерс                           | 2                                         |
| 1986-87   | Рей Бурк                                  | Бостон Брюїнс                             | 1                                         |
| 1987-88   | Рей Бурк                                  | Бостон Брюїнс                             | 2                                         |
| 1988-89   | Кріс Челіос                               | Монреаль Канадієнс                        | 1                                         |
| 1989-90   | Рей Бурк                                  | Бостон Брюїнс                             | 3                                         |
| 1990-91   | Рей Бурк                                  | Бостон Брюїнс                             | 4                                         |
| 1991-92   | Браєн Літч                                | Нью-Йорк Рейнджерс                        | 3                                         |
| 1992-93   | Кріс Челіос                               | Чикаго Блекгокс                           | 2                                         |
| 1993-94   | Рей Бурк                                  | Бостон Брюїнс                             | 5                                         |
| 1994-95   | Пол Коффі                                 | Детройт Ред-Вінгс                         | 3                                         |
| 1995-96   | Кріс Челіос                               | Чикаго Блекгокс                           | 3                                         |
| 1996-97   | Браєн Літч                                | Нью-Йорк Рейнджерс                        | 4                                         |
| 1997-98   | Роб Блейк                                 | Лос-Анджелес Кінгс                        | 1                                         |
| 1998-99   | Ел Мак-Інніс                              | Сент-Луїс Блюз                            | 1                                         |
| 1999-2000 | Кріс Пронгер                              | Сент-Луїс Блюз                            | 1                                         |
| 2000-2001 | Ніклас Лідстрем                           | Детройт Ред-Вінгс                         | 1                                         |
| 2001-02   | Ніклас Лідстрем                           | Детройт Ред-Вінгс                         | 2                                         |
| 2002-03   | Ніклас Лідстрем                           | Детройт Ред-Вінгс                         | 3                                         |
| 2003-04   | Скот Нідермайєр                           | Нью-Джерсі Девілс                         | 1                                         |
| 2004-05   | Ігри в сезоні не відбувались через локаут | Ігри в сезоні не відбувались через локаут | Ігри в сезоні не відбувались через локаут |
| 2005-06   | Ніклас Лідстрем                           | Детройт Ред-Вінгс                         | 4                                         |
| 2006-07   | Ніклас Лідстрем                           | Детройт Ред-Вінгс                         | 5                                         |
| 2007-08   | Ніклас Лідстрем                           | Детройт Ред-Вінгс                         | 6                                         |
| 2008-09   | Здено Хара                                | Бостон Брюїнс                             | 1                                         |
| 2009-10   | Данкан Кіт                                | Чикаго Блекгокс                           | 1                                         |
| 2010-11   | Ніклас Лідстрем                           | Детройт Ред-Вінгс                         | 7                                         |
| 2011-12   | Ерік Карлссон                             | Оттава Сенаторс                           | 1                                         |
| 2012-13   | Пі-Кей Суббан                             | Монреаль Канадієнс                        | 1                                         |
| 2013-14   | Данкан Кіт                                | Чикаго Блекгокс                           | 2                                         |
| 2014-15   | Ерік Карлссон                             | Оттава Сенаторс                           | 2                                         |
| 2015-16   | Дрю Дауті                                 | Лос-Анджелес Кінгс                        | 1                                         |
| 2016-17   | Брент Бернс                               | Сан-Хосе Шаркс                            | 1                                         |
| 2017-18   | Віктор Гедман                             | Тампа-Бей Лайтнінг                        | 1                                         |
| 2018-19   | Марк Джордано                             | Калгарі Флеймс                            | 1                                         |
| 2019-20   | Роман Йозі                                | Нашвілл Предаторс                         | 1                                         |
| 2020-21   | Адам Фокс                                 | Нью-Йорк Рейнджерс                        | 1                                         |
| 2021-22   | Кейл Макар                                | Колорадо Аваланч                          | 1                                         |
| 2022-23   | Ерік Карлссон                             | Сан-Хосе Шаркс                            | 3                                         |
| 2023-24   | Квінн Г'юз                                | Ванкувер Канакс                           | 1                                         |
| 2024-25   | Кейл Макар                                | Колорадо Аваланч                          | 2                                         |